# Darwinula stevensoni
Darwinula stevensoni is een mosselkreeftjessoort uit de familie van de Darwinulidae. De wetenschappelijke naam van de soort is voor het eerst geldig gepubliceerd in 1870 door Brady & Robertson.